# 粉紫杜鹃
粉紫杜鹃（学名：Rhododendron impeditum），为杜鹃花科杜鹃花属下的一个植物种。